# راز مملکت
راز مملکت نام رمانی است که توسط میکا والتاری، نویسندهٔ اهل فنلاند نوشته شده‌است.